# Deal or No deal

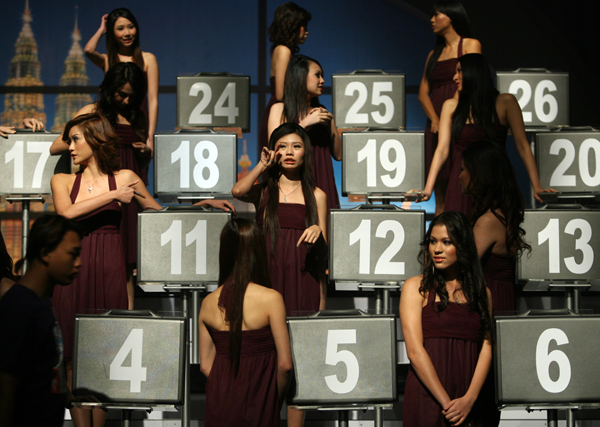
Durante una pausa comercial

Deal or No Deal es un formato de concursos creado por la productora neerlandesa Endemol, conocida por crear el formato de telerrealidad Gran Hermano.
Dependiendo del país, la versión en castellano ha recibido diversos nombres. En Argentina, Perú, Ecuador, El Salvador, Costa Rica y Uruguay este formato se conoce como Trato hecho; en España y Chile como Allá tú; en Estados Unidos como Vas o no vas (versión latina) y México como Vas o no vas, Yoo si vooy y ¿Te la juegas?, y en Panamá como Deal or no deal.

## Formato

### Preselección
Tanto en la versión argentina, la salvadoreña y en la chilena de Trato hecho se realiza una preselección para escoger al participante final.
En Argentina y Chile la mecánica consiste en varias fases. En la primera se divide al público en 2 sectores. Se realizan preguntas de conocimientos varios y el sector que obtenga el mayor puntaje pasa a la siguiente ronda. Luego el sector ganador se divide en 5 sectores de 25 personas cada uno. Se vuelve a realizar una serie de preguntas y el sector ganador pasa a la siguiente trivia. Antes de que se hagan las preguntas se incorpora al sector ganador una persona elegida al azar entre quienes hayan quedado relegados en las rondas anteriores. Después de realizada la tercera ronda de preguntas, los 2 puntajes más altos se enfrentan en problemas matemáticos. Quien gane participará por el premio máximo, y las otras 25 personas que hayan llegado a la parte final de la preselección tomarán un maletín.
En la versión salvadoreña la mecánica de preselección es distinta, en el primer filtro, el participante debe de descargar un formulario en la página web del programa, luego de llenarlo (únicamente a mano), debe grabar un video de 5 minutos diciendo por qué deben elegirlo y de presentar a las personas que deseen lo acompañen en el foro. El siguiente filtro es una entrevista presencial con la producción y si pasa los dos filtros está listo para participar en futura fecha, en el programa elige un maletín y comienza el juego.
Cada vez que el concursante final elige un maletín, quien lo posea puede adivinar la cantidad que contiene. Si acierta se ganará una cierta cantidad de dinero.

### Etapa de los maletines
El programa consiste en un número de maletines (generalmente 26) que representan diversas cantidades de dinero. Sin saber a que cantidad corresponde cada maletín, el concursante escoge uno, el cual se supone contiene el premio máximo. Luego el participante va abriendo maletines uno por uno para saber el valor que representaban. Mientras ocurre eso el concursante puede recibir ofertas de la "banca", la cual desea comprar su maletín por el menor valor posible, el cual depende de las cantidades que queden. El concursante puede aceptar la oferta o seguir abriendo maletines. Como ambos (el concursante y la banca) desconocen el valor de su maletín, puede que el concursante haga muy buen negocio al vender a un buen precio un maletín que puede contener cifras mínimas ($1). Si opta por seguir abriendo maletines y estos corresponden a cifras menores, aumentará el valor de la oferta de la banca.
Hay solo dos rutas para que el concursante gane el premio mayor:
- Elegir al comienzo el maletín correcto y nunca aceptar una oferta de la banca.
- Mantener la opción del premio máximo hasta que queden solo 2 maletines y cambiarlo por el suyo.

### Argentina
De 2003 a 2006 se emitieron dos temporadas de Trato Hecho, bajo la conducción de Julián Weich, y emitidas por Telefe. En 2021, se estrenó la renovada y cuarta temporada, esta vez con la conducción de la comediante Lizy Tagliani, también emitida por Telefe.
- 1.ª temporada: 13 de julio[3] - 28 de diciembre de 2003
- 2.ª temporada: 4 de enero - 26 de diciembre de 2004
- 3.ª temporada: 1 de enero[4] - 26 de marzo de 2006
- 4.ª temporada: 9 de mayo de 2021 - 29 de enero de 2022

En la versión argentina se hizo muy conocido al "sapito" que realizaba Julián Weich antes de que los concursantes realizarán los problemas matemáticos, que era una especie de nueva versión de un cántico infantil mexicano.

#### 1.ª, 2.ª y 3.ª temporadas
- Conductor: Julián Weich
- Horario: domingo a las 22.00
- Promedio de audiencia: 16.1 (2.ª temporada) (IBOPE)
- Premio máximo: AR$250.000 / US$89.285[6][7] / €125.000[cita requerida]

#### 4.ª temporada
- Conductora: Lizy Tagliani
- Horario: domingo a las 21.00
- Promedio de primer programa: 16.3 (Kantar IBOPE)[8]
- Premio máximo: AR$2.000.000

### Chile

#### Trato hecho
Fue emitido por Canal 13 a partir del 19 de octubre de 2004 y animado por Mario Kreutzberger, Don Francisco. Obtuvo audiencias regulares y no logró superar el éxito conseguido por ¿Quién quiere ser millonario?. En la versión chilena cada uno de los sectores de la segunda fase de preselección era liderado por un personaje famoso. Después el sector ganador concursa respondiendo preguntas de Cultura General, posteriormente dos concursantes con mayor puntaje pasaban por la última fase de selección, en la que responden problemas matemáticos y el ganador va a participar por el premio mayor escogiendo uno de los 26 maletines. Pero tiene la opción de retiranse con lo que le ofrece el banco, promediando el dinero en los maletines no abiertos.
- Horario: martes a las 22:00.
- Premio Máximo: CL$120.000.000[9] / US$220,000 / €170.000 / £120,000

#### Allá tú
Se transmitió por Chilevisión desde el 16 de abril del 2007, y va de 20.00 a 21.00 (UTC-4) y su conductor fue Julián Elfenbein. A diferencia de su antecesor Trato Hecho de Canal 13 tiene ediciones diarias, ya que usa el mismo formato que las versiones italiana y española, los concursantes pasan por una selección de reparto y por la lista de espera, en vez de 26 maletines a elegir, ahora son solo 20 cajas, eso hace que el concursante tenga mayor posibilidad de ganar el premio máximo o llevarse lo que le ofrece el banco, dependiendo; además que se mantiene un grupo de personas que están encargadas de las cajas, las cuales a medida que participan del programa son cambiadas.
Este programa tuvo una gran competencia, los programas vespertinos Rojo Fama Contrafama de la estación estatal TVN, que es líder en sintonía, aunque desde 2006 ha comenzado a disminuir su audiencia, la sitcom televisiva Tres son multitud de Mega y por Canal 13, Los Simpson. Este programa fue parte del intento de Chilevisión de obtener mayor sintonía en el horario de tarde.
La primera temporada del programa finalizó el día 28 de diciembre de 2007, con 179 episodios realizados, dos concursantes que ganaron los CL$10.000.000 y en total repartidos en premios (incluyendo los premios del concurso vía mensajes de texto) de CL$147.198.978, equivalente a US$299.626,41 o 205.329,20 €.
- Continuidad del programa

Los productores del programa (Endemol Chile y Chilevisión) tenían planificado que el programa duraría entre abril y septiembre de 2007 (120 capítulos), pero por los buenos resultados de sintonía en el horario vespertino del canal y por mantener su cuota de pantalla durante la guerra de las teleseries del segundo semestre de 2007, se optó por la continuidad del programa. La segunda temporada en el 2008 no se concretó.
- Etapas del concurso:

| Ronda                      | Definición |
| Elección del Concursante   | El jugador es elegido al azar y al ser mostrado por el display central, el jugador prosigue a la siguiente ronda. |
| Primera Ronda              | El concursante elige las 6 primeras cajas antes de la primera oferta de la banca (normalmente esta ronda es fundamental para no perder la mayoría de las cajas de gran valor).                                                                                             |
| Primera Oferta de la Banca | Normalmente nunca supera los CL$150.000 |
| Segunda Ronda              | Se descartan 3 cajas. |
| Segunda Oferta de la Banca | La oferta siempre varía entre CL$50.000 y los CL$200.000 (o a veces Cambio de caja). |
| Tercera Ronda              | El concursante descarta 3 cajas, la mayoría de las veces se descartan cajas con valores altos por probabilidad. |
| Tercera Oferta de la banca | La oferta de la banca varía entre CL$250.000 y CL$700.000 (la banca evalúa si ofrece Cambio de caja). |
| Cuarta Ronda               | El concursante descarta 3 cajas, en esta etapa se define el juego para la última oferta de la banca. |
| Última Oferta de la banca  | Este es la etapa que la mayoría de los concursantes piensan aceptar la oferta o no para optar por un premio mayor, además siempre varía entre CL$300.000 y CL$1.000.000 si es un juego regular.                                                                            |
| Última Ronda               | Aquí se muestra el premio en su caja y la última caja restante. Además, muestran el número ganador del concurso telefónico, gana el 50% del premio que ganó el concursante en el programa. (Ej: CL$10.000.000 - 50% = CL$5.000.000; Premio máximo de Concurso telefónico). |

- Horario: lunes a viernes a las 20:00.
- Premio Máximo: CL$10.000.000 / US$18,000 / €14.000 / £10,000
- Premios:

| $1*     |
| $100*   |
| $500*   |
| $1.000* |
| $2.500* |
| $5.000  |
| $7.500  |
| $10.000 |
| $25.000 |
| $50.000 |

| $100.000    |
| $200.000    |
| $300.000    |
| $400.000    |
| $500.000    |
| $1.000.000  |
| $1.250.000  |
| $2.500.000  |
| $5.000.000  |
| $10.000.000 |

- (*): Algunos de estos premios son cambiados por objetos de igual valor.
- Nota: El 2.º Semestre televisivo es entre julio-septiembre hasta diciembre-febrero.

### Costa Rica
A principios de febrero del 2012 Televisora de Costa Rica anuncia la adquisición del famoso formato. Será producido por Teletica Formatos, y transmitido en el horario estelar martes a las 8:00 p. m., horario que también han ocupado programas como ¿Quién Quiere ser Millonario? o Minuto para Ganar.	
El presentador será el actor Gustavo Rojas, la escala de premios irá desde 100 colones hasta 25 millones de colones (aproximadamente $50 000). El programa inició el 10 de abril del 2012, el premio máximo que se ha llevado un participante ha sido de ¢3 100 000 (aproximadamente 6 mil dólares).
Un dato curioso es que la figura del banquero no es vista como un villano, al banquero se le ve siempre con una copa y en ocasiones se pone a bailar.

#### El maletín de la tentación
Solo en una ocasión ha llegado una hermosa chica luciendo un sexy vestido rojo y llevando un maletín con un signo de pregunta. Si el participante "cae en la tentación" puede aceptar cambiar su maletín por el de la hermosa chica.

#### Especiales
- Especial del día de la Anexión: en celebración del Día de la Anexión del Partido de Nicoya, las modelos lucieron un traje con alusión a Guanacaste. Ese día participó un personaje especial, el comediante Carlos Ramos "El Porcionzón". El premio obtenido fue de 2 millones de colones que fue donado a una escuela de bajos recursos.

#### Los maletines y sus valores
El formato de los maletines es el mismo creado originalmente por la holandesa Endemol, los cuales consisten en 26 maletines, en el caso específico de la versión costarricense los valores de los maletines oscilan con cantidades que van desde ($0.20) 100 colones hasta los ($100,000.00) 50 millones de colones. Se distribuyen de la siguiente manera:
| ¢100    |
| ¢500    |
| ¢1.000  |
| ¢2.000  |
| ¢3.000  |
| ¢4.000  |
| ¢5.000  |
| ¢10.000 |
| ¢20.000 |
| ¢30.000 |
| ¢40.000 |
| ¢50.000 |
| ¢75.000 |

| ¢100.000    |
| ¢250.000    |
| ¢500.000    |
| ¢1.000.000  |
| ¢2.000.000  |
| ¢3.000.000  |
| ¢4.000.000  |
| ¢5.000.000  |
| ¢7.500.000  |
| ¢10.000.000 |
| ¢15.000.000 |
| ¢25.000.000 |
| ¢50.000.000 |

### Ecuador
Trato hecho, emitido por Teleamazonas a partir del 9 de abril de 2006. Tanto el logo como el estudio son bastante distintos al de la versión chilena y argentina, pese a compartir nombre.
- Horario: domingo a las 19.00
- Premio máximo: US$100.000 / €78.000

El Familion Nestle. Trato hecho, emitido por Gama TV (hasta 2011), RTS (hasta 2010) y TC Televisión (hasta 2011) desde enero del año 2010 hasta el año 2011. El estudio es bastante distintos al de la versión estadounidense, pese a compartir nombre, actualmente con un gran éxito en el Ecuador. Presenta el espacio el venezolano Daniel Sarcos.
- Horario: martes y jueves desde las 21H00
- Premio Mínimo: US$0,01 / / €0.00783
- Premio Máximo: US$100.000 / €78.000

### El Salvador
Trato hecho es un programa que es emitido por la cadena MundoFox desde domingo 1 de mayo de 2012. El premio mayor es de $50,000.00 (dólares estadounidenses) y es conducido por Daniel Rucks. Es emitido por canal 4, canal que pertenece a la misma televisora, de lunes a viernes a las 7pm/6c.
A finales del 2013. MundoFox adquiere los derechos de la franquicia para producir el formato y adaptarlo a la versión salvadoreña. Esto se da en el marco de un plan de expansión en la producción de programas en vivo de la televisora, que también produce formatos internacionales como ¿Quién quiere ser millonario?. Además de estos formatos, se están negociando otras franquicias internacionales de concursos.
El premio más alto entregado hasta el momento fue entregado a Carlos Ramos, quien participó en el programa del 22 de mayo de 2014. Carlos, después de recibir una oferta por parte del banco de $10,500.00 dólares, la rechazó y se arriesgó con lo que tenía su maletín, y se llevó el premio de $22,500.00 dólares, el cual es el tercer premio más grande en la escala de maletines.

#### Los maletines y sus valores
El formato de los maletines es el mismo creado originalmente por la holandesa Endemol, los cuales consisten en 26 maletines, en el caso específico de la versión salvadoreña los valores de los maletines oscilan con cantidades que van desde ($0.01) un centavo hasta los ($50,000.00) cincuenta mil dólares americanos. Se distribuyen de la siguiente manera:
| $0.01   |
| $1.00   |
| $5.00   |
| $10.00  |
| $25.00  |
| $50.00  |
| $75.00  |
| $100.00 |
| $200.00 |
| $300.00 |
| $400.00 |
| $500.00 |
| $750.00 |

| $1,000.00  |
| $2,000.00  |
| $3,000.00  |
| $4,000.00  |
| $5,000.00  |
| $6,000.00  |
| $7,500.00  |
| $10,000.00 |
| $15,000.00 |
| $20,000.00 |
| $22,500.00 |
| $25,000.00 |
| $50,000.00 |

### España

#### ¡Allá tú!
¡Allá tú! es un programa emitido por la cadena Cuatro en 2011 (desde el 2004 hasta el 2008 fue emitido por Telecinco) y presentado por Jesús Vázquez. Anteriormente también fue presentado por Arturo Valls en verano de 2005 y por Silvia Jato en otoño de 2006. Es conocido como "el juego de las cajitas" y su cabecera es muy conocida por el "Euros, euros, dubidú; si no los quieres, ¡Allá tú!".
En la primera temporada, el premio máximo eran 300.000€ que se llevaba íntegramente el concursante en plató. Después se doblarían las cantidades del panel, pero haciendo que el premio se repartiera a partes iguales entre el concursante en plató y un concursante desde casa que hubiera llamado a un número de teléfono o hubiera mandado un SMS antes de que se desvelara el premio y hubiera sido elegido por sorteo. Este reparto hacía por tanto que el premio máximo final siguiera siendo de 300.000 euros para el concursante en plató, ya que el resto se lo llevaba el concursante en casa.
Las dos peores cajas, la de 0,10€ y 0,50€ adquirieron por los concursantes el mote, respectivamente de "OJO" y "OSO" por la similitud que se veía en el panel entre estas cantidades y las palabras mencionadas.
Cada uno de los concursantes representaba a una provincia o ciudad autónoma de España. Como no cabían en el panel las 50 provincias y 2 ciudades autónomas del país, tenían que ir rotando según salieran los distintos concursantes. Al principio, el concursante elegido para abrir cajas era el que más rápidamente había contestado con pulsador una pregunta formulada al principio por el presentador. Después sería el mero azar el que designara el concursante del día.
Se han lanzado al mercado numerosos juegos: Un juego de mesa, un juego de mesa electrónico, un juego electrónico portátil y un juego para móviles.
El 19 de junio de 2007, después de 3 años y 885 programas, Gilbert, un concursante tarraconense consiguió llevarse los deseados 600.000 €.
El 10 de enero de 2011, el concurso pasó a emitirse a través de la cadena Cuatro con Jesús Vázquez tras la fusión entre Sogecuatro y Gestevisión Telecinco. En esta nueva etapa del concurso en Cuatro, se suprime el reparto del premio con una persona anónima la cual envía un SMS desde casa, por lo que el premío es íntegro para el concursante, volviendo a ser el premio máximo de 300.000€.
El 14 de febrero de 2011, después de poco más de 1 mes y 26 programas de emisión en Cuatro, un concursante de 32 años llamado Kepa Fernández de Vizcaya, después de esperar 26 programas para concursar, consiguió llevarse el segundo premio más alto del programa, los deseados 120.000 euros.
Unos días más tarde, el 2 de marzo de 2011, el programa vuelve a dar los 120.000€, esta vez a la concursante Sheila Casas de Madrid, que es hermana del conocido actor Mario Casas.
El 27 de mayo de 2011, el programa celebra los 100 programas en emisión en Cuatro durante una semana donde vuelven los concursantes que menos y más dinero se han llevado. En estos programas especiales se incorpora una novedad, ya que se añaden 5 cajas verdes, de las cuales cuatro contienen cero euros y una contiene el premio máximo del programa, es decir, 300.000 €. Con esta novedad, se ponen en juego dos cajas con el premio máximo; estando un premio máximo en una de las 22 cajas de siempre y el otro premio máximo en una de las 5 verdes. Con esta novedad, el concursante que llega nuevo se incorpora al programa el mismo día que sale a jugar el concursante al que va a sustituir y este nuevo concursante será el encargado de elegir cual de las 5 cajas verdes quiere llevarse a su atril. EL banquero ofrecerá una o varias oportunidades de cambiar de caja, pudiendo llevarse a la mesa esa caja verde que puede contener cero euros o el premio máximo.
A la semana siguiente, cuando se terminan los programas especiales y se vuelve a emitir el programa con los concursantes nuevos que quedaron pendientes antes de empezar la semana especial, se decide mantener la novedad de las cajas verdes. Sigue habiendo cero euros en cuatro de ellas, pero en la caja verde restante hay uno de los cuatro premios máximos (los premios rojos en el panel), es decir, en la última caja verde puede haber 30.000 €, 60.000 €, 120.000 € o 300.000 €. Estas cantidades en la caja verde se irán alternando en cada programa.
El 25 de julio, el programa entregó el premio máximo a la concursante Mari Carmen Bonilla, de Asturias, siendo la segunda vez que se entregan los 300.000 € (contando la etapa de Telecinco). Será la tercera persona que consiga este premio ya que cuando se entregaron la última vez, se entregaron 600.000€ que se repartieron a partes iguales entre el concursante y una persona que llamó o envió un SMS desde casa. También fue el premio más alto de la historia entregado en Cuatro, hasta el 21 de marzo de 2022, cuando el concurso Alta tensión repartió un bote de 693.000 €.
El 27 de julio, el programa entregó el segundo premio más alto del panel. Solo dos días después de entregar los 300.000 euros a Mari de Asturias. Los 120.000 euros, la tercera vez que los reparten en esta nueva etapa en Cuatro tras Kepa de Vizcaya y Sheila de Madrid los ganó Joan de Tarragona, que dijo que parte de ese dinero iba a ir destinado a una asociación de la enfermedad de esclerosis múltiple, porque su amigo y concursante Jaime de Ciudad Real, comunicó que su mujer padece esa enfermedad.
El 31 de octubre de 2011, tras diez meses de emisión en la cadena Cuatro, se confirmó en varios portales de internet que ¡Allá Tú! sería cancelado. Su final fue el 4 de noviembre del mismo año, aun teniendo programas ya grabados para su emisión. El 4 de julio de 2023 volvió a la parrilla de Telecinco 12 años después.
- Horario: lunes a viernes de 19:00 a 20:00 horas.
- Premio máximo:
  - Versión diaria (Cuatro): €300.000 / 50.000.000 pesetas / US$382.500
  - Versión diaria (Telecinco): €600.000 / 100.000.000 pesetas / US$765.000
  - Versión especial: €1.000.000 / 166.386.000 pesetas / US$1.311.605
  - Versión "La Noche de los dos millones""**: €2.000.000 / 332.772.000 pesetas / US$ 2.623.210
  - Programa N.º 850: €850.000 / 141.428.100 pesetas / US$ 1.145.290
- Premios en Cuatro:

| 0,10 €* |
| 0,50 €* |
| 1 €*    |
| 5 €*    |
| 10 €*   |
| 20 €*   |
| 50 €*   |
| 100 €*  |
| 200 €*  |
| 300 €*  |
| 600 €*  |

| 1.000 €   |
| 2.000 €   |
| 3.000 €   |
| 6.000 €   |
| 9.000 €   |
| 12.000 €  |
| 15.000 €  |
| 30.000 €  |
| 60.000 €  |
| 120.000 € |
| 300.000 € |
| **? €     |

(*) Tres de estas cantidades son sustituidas por objetos del mismo valor en cada programa.
(**) En la caja verde que está en juego puede haber uno de los siguientes premios:
| 0 €       |
| 30.000 €  |
| 60.000 €  |
| 120.000 € |
| 300.000 € |

- Premios en Telecinco:

| 0,10 €* |
| 0,50 €* |
| 1 €*    |
| 5 €*    |
| 10 €*   |
| 30 €*   |
| 50 €*   |
| 100 €*  |
| 300 €   |
| 600 €   |
| 900 €   |

| 1.500 €   |
| 3.000 €   |
| 6.000 €   |
| 12.000 €  |
| 18.000 €  |
| 24.000 €  |
| 30.000 €  |
| 60.000 €  |
| 120.000 € |
| 240.000 € |
| 600.000 € |

(*) Estas cantidades pueden ser sustituidas por objetos del mismo valor.
(**) En 2007, se puso en marcha una nueva versión del programa. Con un plató más grande, más moderno y lujoso, en el que había solamente un concursante por partida que se podía llevar hasta 1 millón de euros. Las cajas eran maletines presentados por 26 modelos.

### Estados Unidos
Vas o no vas, emitido por la cadena hispanohablante Telemundo y estrenado el 8 de octubre de 2006. Es el último intento de Telemundo de arrebatarle audiencia al exitoso Sábado Gigante de Univisión. Como esto no se logró, el programa fue movido al horario estelar de los domingos a las 21.30. En esta versión, las modelos que tienen los 26 maletines se llaman Las Bomboletz. Nuevamente fue cambiado de horario, esta vez los sábados en la tarde, sin competir con Sábado Gigante.
- Horario: sábado a las 19:00
- Premio máximo: US$250.000 / €195.000

### México
- Vas o no vas

Vas o no vas presentado por Héctor Sandarti, y transmitido por el Canal de las Estrellas de Televisa. Tuvo como patrocinador a la empresa Boletazo, por tanto, se llamaba Vas o no vas, con Boletazo. En un principio se emitía los sábados en la noche, aunque luego se lanzó un programa derivado que se emitía diariamente en la tarde. La tercera temporada terminó en abril del 2007.
Horario:
- - Versión estelar: sábado 21.00
  - Versión diaria: lunes a viernes 15.00
- Premio máximo:
  - Versión estelar: 5.000.000 pesos / US$462.000 / €359.000
  - Versión diaria: 1.000.000 pesos / US$92.000 / €70.000
- Yoo si voy

En septiembre de 2009 se estrenó la cuarta temporada de Vas o no Vas, ahora teniendo como patrocinador a Yoo, llamándose ahora Yoo si vooy presentado por Raúl Araiza Herrera.
- ¿Te la juegas?

En 2019, los derechos de transmisión del formato fueron adquiridos por TV Azteca. Esta tercera versión del formato en México tuvo por título ¿Te la juegas? y se estrenó el 12 de agosto de 2019 por Azteca Uno, conducido por Luis García. Lamentablemente su éxito no fue lo esperado y su transmisión fue cambiada al canal A+

### Panamá
Deal or No Deal, bajo la conducción del venezolano Nelson Bustamante, fue producido por Telemetro y Endemol desde el 29 de marzo de 2010 hasta 2012. Es transmitido en horario de los lunes a las 19:00 para todo Panamá; no obstante en 2012, se cambió el horario a los jueves, de igual forma a las 19:00.
Este concurso tuvo tres temporadas.
- Premio máximo: $50,000

La mecánica del programa inicia con la escogencia de uno de los 26 maletines por el concursante, quien tiene la opción de jugar, descubriendo el monto de los otros 25 maletines o llegar a un trato con "el Banquero" quien ofrecerá comprar el maletín seleccionado por el concursante.
- Premios:

| $0,01 |
| $0,50 |
| $1    |
| $5    |
| $10   |
| $25   |
| $50   |
| $100  |
| $200  |
| $300  |
| $400  |
| $500  |
| $750  |

| $1.000  |
| $2.000  |
| $3.000  |
| $4.000  |
| $5.000  |
| $6.000  |
| $7.500  |
| $10.000 |
| $15.000 |
| $20.000 |
| $22.500 |
| $25.000 |
| $50.000 |

Hasta ahora el máximo premio ganado ha sido de $27.400, en el programa transmitido el 28 de junio de 2010.

### Perú
En Perú, el programa Trato Hecho se transmitió entre el 8 de agosto y el 9 de diciembre del año 2005 por ATV, con la conducción de Adolfo Aguilar y fue auspiciado por el BCP (Banco de Crédito del Perú). Fue uno de los mayores fracasos en la historia del canal ya que se programó el sábado a las 8 de la noche; día y horario en que el público peruano está acostumbrado a ver programas cómicos, pero en el 2016 vuelve este programa a través de Panamericana TV  pero ahora con el nombre de Vas o no vas y estará conducido por Jesús Alzamora.

### Uruguay
Trato hecho
Fue estrenado por Teledoce el 28 de octubre de 2019 y animado por el futbolista Sebastián Abreu en la versión convencional, y por Maximiliano de la Cruz en la edición con famosos. El día del debut, el programa logró ser lo más visto del día, al promediar 15,5 puntos de cuota de pantalla, según la medidora Kantar Ibope Media. El 12 de agosto de 2020 se anunció que Abreu dejaría la conducción del programa.
- Horario: lunes a jueves a las 21:00
- Premio Máximo: UYU$1.000.000[17]

## Juego en arcades
Se produjo un modelo de Juego destinado a salas tipo arcade con el mismo nombre y un formato de juego parecido. El jugador puede poner una moneda para el juego simple, o dos monedas para el "Double Deal", con premios superiores. Al iniciarse el juego, el jugador debe elegir una maleta entre 16, y se guarda aparte. Una vez decidida la maleta personal, se le muestran todas las maletas con sus respectivos premios, y se combinan de forma más o menos aleatoria. Luego debe elegir una serie de maletas para descartar, las cuales se abren para descubrir y perder el premio. Tras cada ronda, la banca le hace una oferta, la cual puede aceptar a cambio de todas las maletas y la personal (Deal), o seguir jugando y rechazar la oferta de la banca (No deal). Al final del juego, es decir, cuando se queda con la última maleta o la personal, o cuando acepta la oferta de la banca, se le da el premio al jugador, que consiste en unos boletos que luego puede cambiar en el mostrador que la empresa tiene habilitado por juguetes, o consumiciones en la propia empresa. El número de boletos varía entre 1 boleto hasta 100 en juego sencillo, y de 2 a 200 boletos en "Double deal". En España, esta máquina suele funcionar con 1 moneda de 1 Euro para el juego sencillo, y dos monedas de un euro para el "Double deal". Las salas dotadas con este juego tienen grandes cifras de recaudación por esta máquina, y la ven cómo una buena inversión. Además, favorece el juego en equipo, y tiene una interfaz sencilla de usar y un taburete para mayor comodidad del jugador.